# فيروسات البطاطا
فيروسات البطاطا (بالإنجليزية: Potyviridae)‏ هي عائلة من فيروسات النبات، عبارة عن جسيمات قضيبية خيطية مرنة. تصنف ضمن الفيروسات الاٍيجابية ذات الرنا أحادي السلسلة في تصنيف بلتيمور.

## وصلات خارجية
- نطاق فيروسي فيروسات البطاطا